# جون باينز (كاتب سيناريو)
جون باينز (بالإنجليزية: John Baines)‏ هو عالم إنسان وكاتب سيناريو بريطاني، ولد في 17 مارس 1946 في ونشستر في المملكة المتحدة.